# ジャウマ・セラ

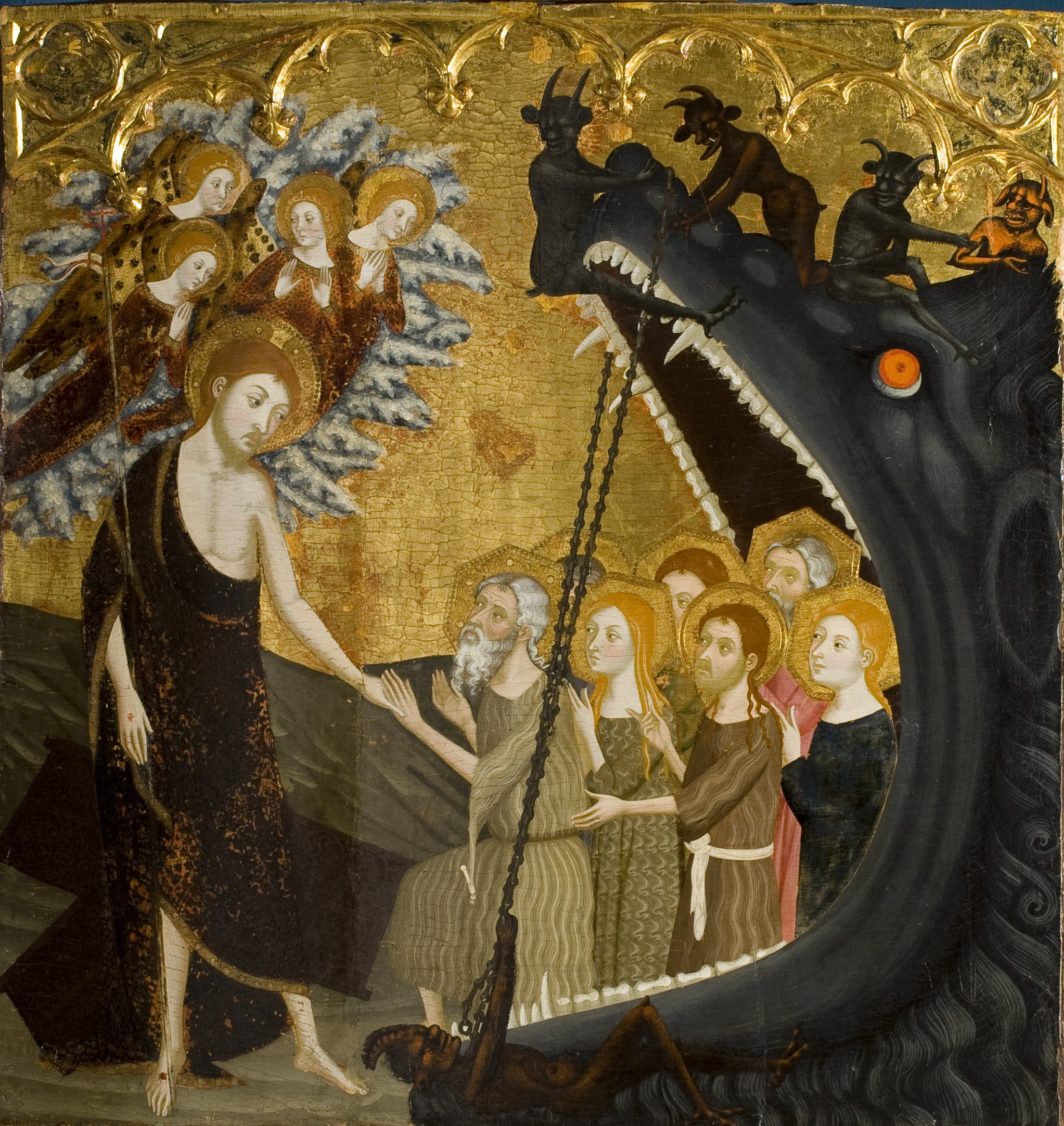
ジャウマ・セラ『キリストの黄泉下り』(1361-1362年) 、サラゴサ美術館。サント・セプルクロ修道院 (サラゴサ) の祭壇画を構成していた板絵。

ジャウマ・セラ (Jaume Serra, 1405年以降に没) はカタルーニャの画家である。ジャウマ・ファレー・バッサにより導入されたシエナ派に大きな影響を受けた。

## 生涯
セラは、14世紀にカタルーニャで活動していた画家一族の1人であった。兄のペレ (セラ)、フランセスク (Francesc) 、ジョアン (Joan) もまたトレチェント (13世紀イタリアのゴシック) 様式の画家であった。セラ兄弟の作品は、様式化され、小さく目じりの上がった目と小さい口によって特徴づけられる。ジャウマは『謙譲の聖母』を描いた。また、兄弟たちと協力してサンタ・マリア・デ・シヘナ修道院の祭壇画 (カタルーニャ国立美術館、バルセロナ) を制作した。

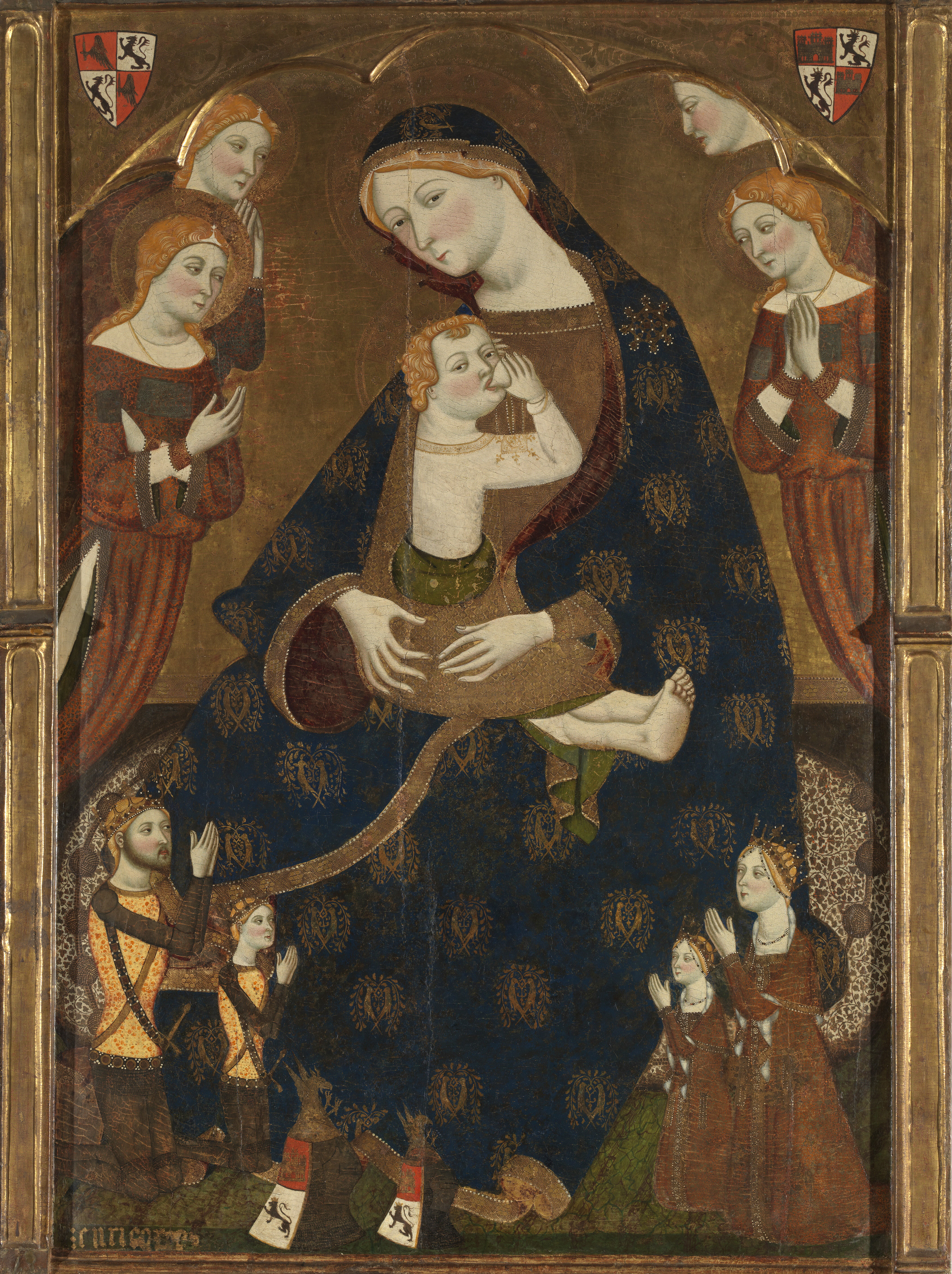
ジャウマ・セラ『トベの聖母』 (1359-1362年ごろ) 、プラド美術館

さらに2点の祭壇画がサラゴサ美術館 (サラゴサ) に収蔵されている。サント・セプルクロ修道院 (サラゴサ) 由来の『聖母』の祭壇画と『アルパルティルのマルティン』 、または『キリストの復活』の祭壇画として知られる作品である。後者には寄進者としてマルティン修道士が描かれている。さらにもう1点の祭壇画がサラゴサのトベにある「我らが聖母神殿」 (Santuario de Nuestra Señora) に由来し、1356-1359年に制作された。中央場面は『トベの聖母』(プラド美術館) であり、「授乳の聖母」を寄進者で将来の王エンリケ2世 (カスティーリャ王) とともに表している。さらに、マグダラのマリアと洗礼者ヨハネに奉献されたこの祭壇画の左右両翼パネルがあり、2人の聖人の連続する物語が様々な聖人とともに3段にわたって描かれている。『トベの聖母』と両翼パネルは1965年以降、前者がバレス・フィサ (Várez Fisa) コレクション、後者がプラド美術館に所蔵されていたが、2013年にバレス・フィサコレクションがプラド美術館に寄贈され、祭壇画全体がふたたび一体となった。なお、ジャウマのもう1点の祭壇画『聖霊』がマンレサ大聖堂にある。